# Fjällblära
Fjällblära (Silene wahlbergella) är en växtart i familjen nejlikväxter. 
Fjällbläran är cirkumpolär och blomningen inträffar i juli - augusti. 